# Cuchilla de Cerro Largo
La Cuchilla de Cerro Largo és una petita serralada que s'estén pels departaments de Cerro Largo i Treinta y Tres de nord a sud. La Cuchilla comença a l'Arroyo de Santos (Cerro Largo) i acaba a la Cañada del Buey (Treinta y Tres). El seu pic més elevat és el Cerro de Cerro Largo.